# Nyulassy Lajos
Dezseri Nyulassy Lajos András (Nyitraivánka, 1811. november 30. – Nyitra, 1892. augusztus 8.) jogász, autodidakta festőművész.

## Élete
Szülei Nyúllásy Ferenc és Dombay Anna. Felesége Ghillányi Józsefné szül. Szmetanovits Vilma (Rajec, 1813. január 29. - 1906; Szmetanovits Károly lánya). Testvérei Sándor festő, Pál, Anna, Julianna, Franciska Xavéra Mária, Gabriella, Gábor és Apollónia voltak.
Jogot végzett Pesten, majd Nyitrán dolgozott jogászként.
Főként portréi ismertek, de a nyitrai ferences templom számára is oltárképet festett.

## Művei
Festményeit például a Nyitrai Galéria, az érsekújvári Ernest Zmeták Művészeti Galéria és az alsóbodoki Zoboralja Múzeum őrzi. Rajzaival illusztrálták Nyitra és környéke képes albuma című, illetve a Magyar- és Erdélyország képekben (1854) című kiadványt is. Többek között a Trencsén megyei viseletet Kohlmann Károly a nyitrai Török-kapu művét Dombay Hugó, illetve Nyitra város és környékét is másolták. Guido Reni egy női portréját is másolta.
- 1840 Ivóban, olaj, vászon 60,5x51,5 cm (Magyar Nemzeti Galéria)
- 1842/1843 Kossovich Károly[11]
- 1856 Alvó Vénusz, olaj, vászon, 46,5x58 cm (Ny. L. Florencz)
- 1857 Beatrice Cenci portréja
- 1859 Mária a pusztában
- 1859 Zoborhegyi vinczellérné[12]
- 1859 Nyitrai látkép[13]
- 1862 Szent András-bazilika a rózsafüzér-oltár képe[14]
- 1864 Szibilla
- 1867 Jeszenák János[15] eredetileg Nyitra vármegye közgyűlési termében függhetett[16]
- Leány kék ruhában, olaj, vászon 136x86 cm[17]
- A pusztán, olaj[18]
- A világosi fegyverletétel
- oltárképek Felsőtúron, Kunfalván, Mocsonokon

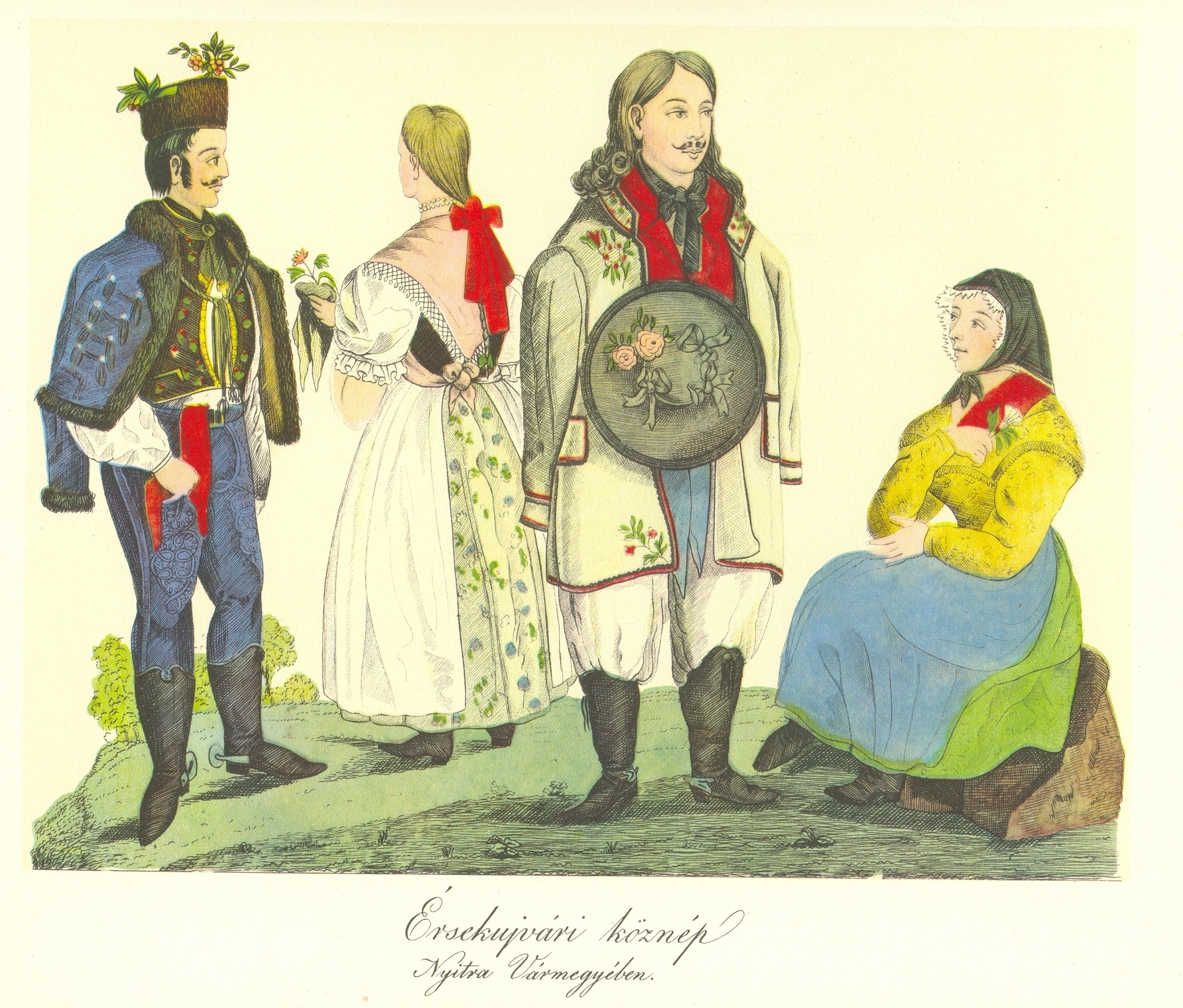
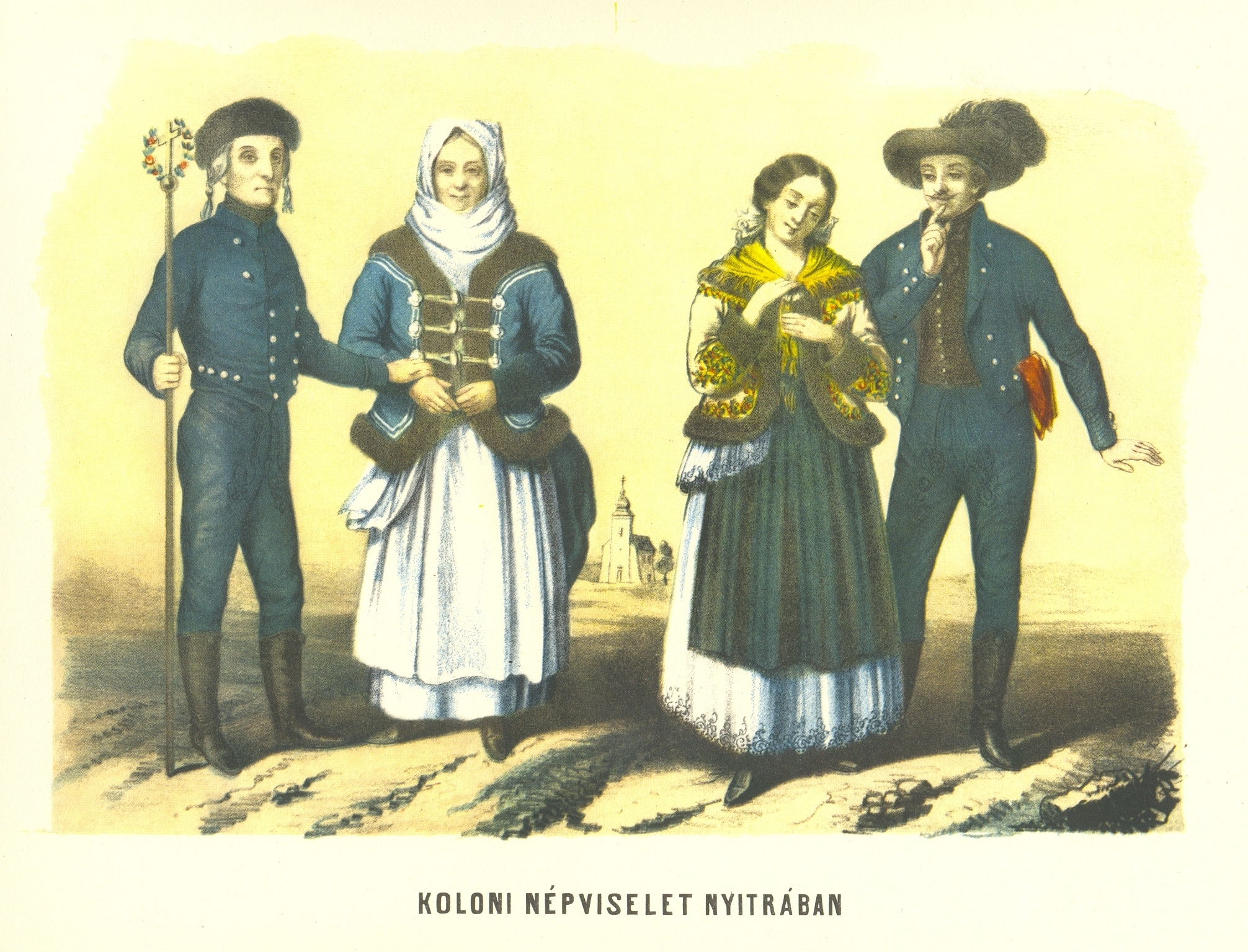
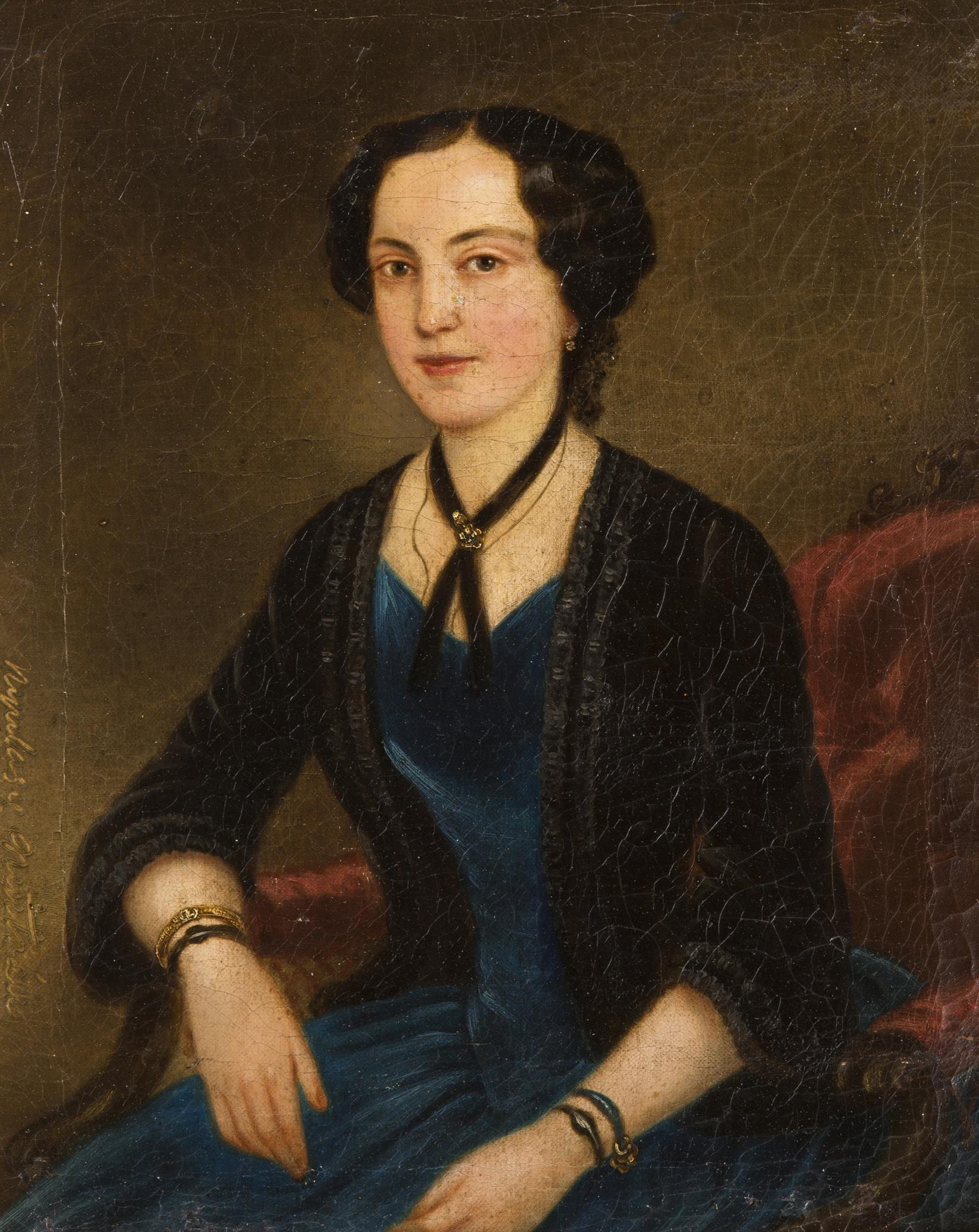
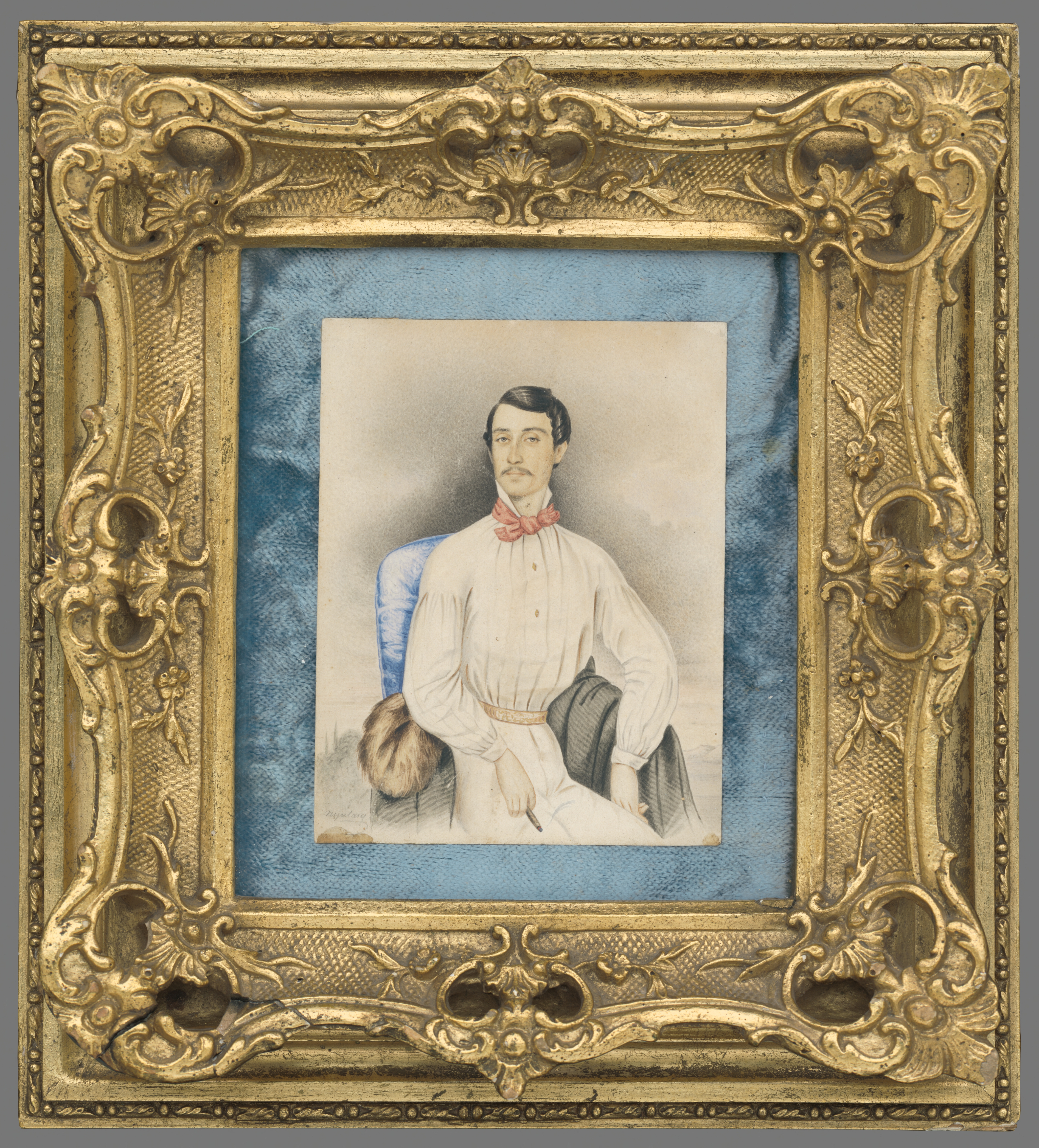
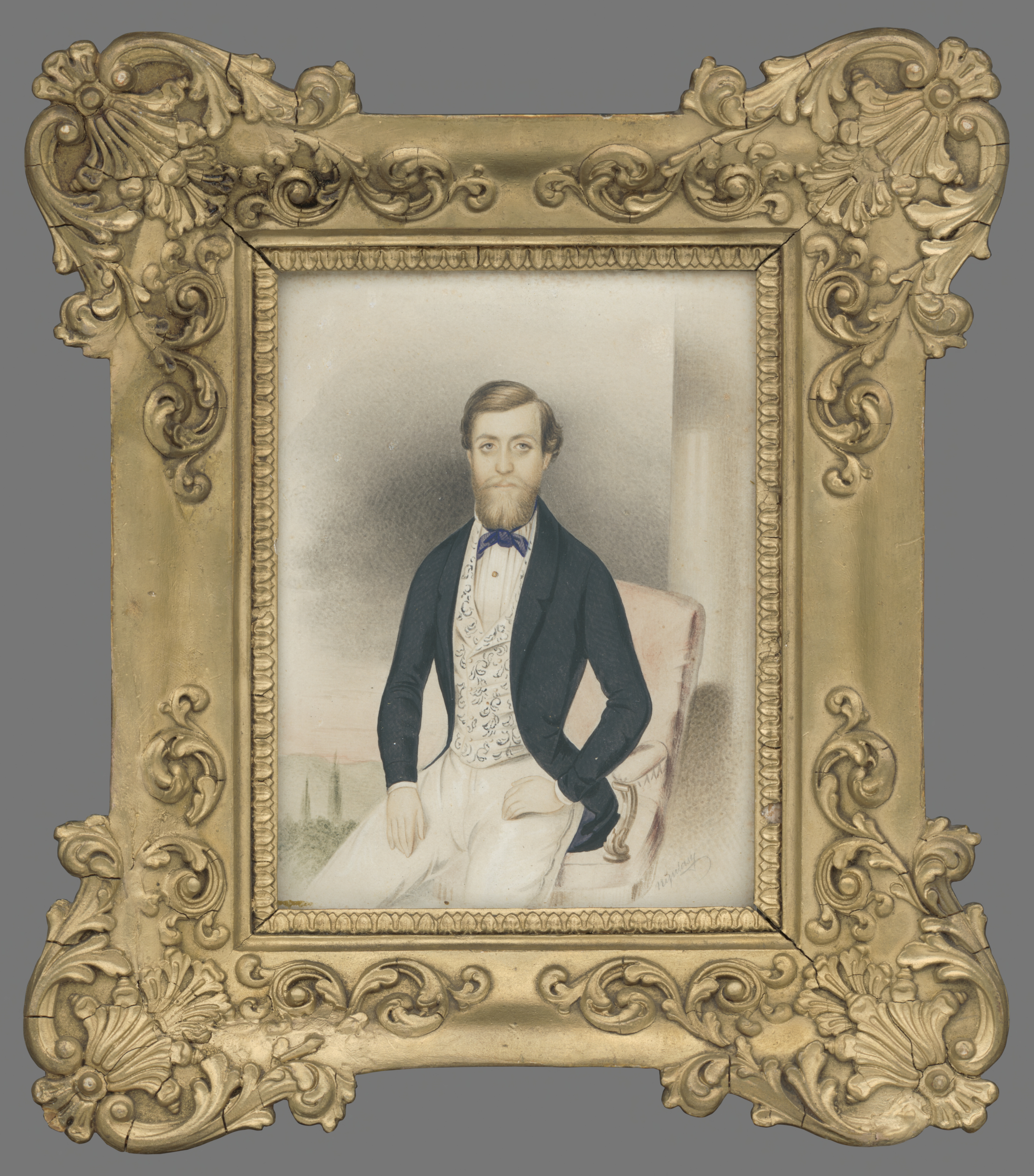